# مزدا
مزدا موتور کورپوریشن (به ژاپنی: マツダ株式会社) شرکت خودروسازی چندملیتی ژاپنی است، که در سال ۱۹۲۰ توسط جوجیرو ماتسودا تأسیس شد و در زمینه طراحی، توسعهٔ فناوری و تولید انواع خودروها، پیشرانه‌ها و قطعات خودرو فعالیت می‌کند. دفتر مرکزی این شرکت در فوچو واقع در استان هیروشیما کشور ژاپن قرار دارد.
این کورپوریشن در سال ۲۰۱۶ بالغ بر یک میلیون و ۵۰۰ هزار خودرو تولید نمود. در سال ۲۰۱۸ مزدا در جایگاه پانزدهم از بزرگترین تولیدکنندگان خودرو در جهان قرار داشته‌است.

## نام‌گذاری
جوجیرو ماتسودا بنیان‌گذار خودروسازی مزدا با الهام از اهورامزدا و با توجه به تشابه اسمی نام خانوادگی وی با واژه مزدا، این نام را بر نخستین محصول خود گذاشته است. بر پایه اظهارنظر وب‌گاه رسمی مزدا دلیل نام‌گذاری این شرکت اینطور بیان شده‌است: «نام شرکت مزدا برگرفته از نام اهورامزدا خدای نخستین تمدن‌های غرب آسیا در ایران است. ما اهورامزدا را به خدای خرد، اندیشه و هماهنگی تفسیر کردیم. به‌عنوان منشأ هر دو تمدن شرقی و غربی و همین‌طور به عنوان نمادی از فرهنگ خودرو. این آمیختگی از تمایل به دستیابی به صلح جهانی و توسعه صنعت خودرو انجام شد.

## تاریخچه
شرکت مزدا به‌عنوان تولیدکننده ابزار و ماشین‌آلات در سال ۱۹۲۰ پایه‌گذاری شد و از سال ۱۹۳۱ به تولید خودرو نیز پرداخت. این شرکت در طول جنگ جهانی دوم برای ارتش ژاپن تولید اسلحه و جنگ‌افزار نمود. نخستین خودرو  دارای چهار چرخ این شرکت با نام مزدا۳۶۰ در سال ۱۹۶۰ وارد بازار شد.

## مزدا در ایران
خودروهای سواری و وانت‌های مزدا از دهه هفتاد میلادی وارد ایران شدند. «مزدا ۹۲۹ کوپه» به یکی از خودروهای کوچک و پرطرفدار آن زمان تبدیل شد. همچنین وانت‌های مزدا نیز از آن زمان تاکنون در ایران مورد استفاده بوده‌اند.
از جمله خودروهایی که از برند مزدا در ایران هستند و داد و ستد می‌شوند می‌توان به خودروهای مزدا ۲، مزدا ۳ قدیم، مزدا نیو و مزدا ۳۲۳ اشاره کرد که هر کدام از این خودروها در مدل‌های مختلفی هستند. لازم به ذکر است که دیگر خودروهای مزدا و نسل‌های جدید آنها به علت تحریم‌ها دیگر در بازار وجود ندارند و واردات شکل نگرفته است. همچنین لوازم یدکی مزدا به صورت اورجینال نیز، در بازار خودرو ایران به صورت محدودی وجود دارد و بیشتر قطعات مزدا در مدل‌‌های تایوانی و چینی است.